# NGC 3464
NGC 3464 ist eine Balken-Spiralgalaxie vom Hubble-Typ SBc im Sternbild Wasserschlange südlich des Himmelsäquators. Sie ist rund 159 Millionen Lichtjahre von der Milchstraße entfernt.
Das Objekt wurde am 14. Januar 1886 von Ormond Stone entdeckt.